# Marc Lucius
Pour les articles homonymes, voir Lucius.
Marc Lucius, né le 6 février 1888 à Strasbourg et mort le 10 juin 1962 dans la même ville, est un administrateur, secrétaire général de la Chambre de commerce et d’industrie de Strasbourg et président du Comité des armateurs français du Rhin. Pendant la Seconde Guerre mondiale, il gère l'évacuation des Hospices civils de Strasbourg et administre l'Hôpital des réfugiés de Dordogne qui est créé après leur retour à Strasbourg en 1940. Il est membre du conseil municipal de cette ville de 1947 à 1958.

## Biographie
Marc, Ferdinand Lucius est le fils de Paul Ernest Lucius, théologien, et de Mathilde Elisabeth Reussner. Il naît en Alsace annexée à la fin de la guerre franco-allemande de 1870.
De 1894 à 1906, il fait ses études secondaires au « Gymnase protestant de Strasbourg ».
De 1906 à 1910, il réalise ses études supérieures à la faculté de Droit et de Sciences politiques de Strasbourg où il obtient son doctorat en droit.

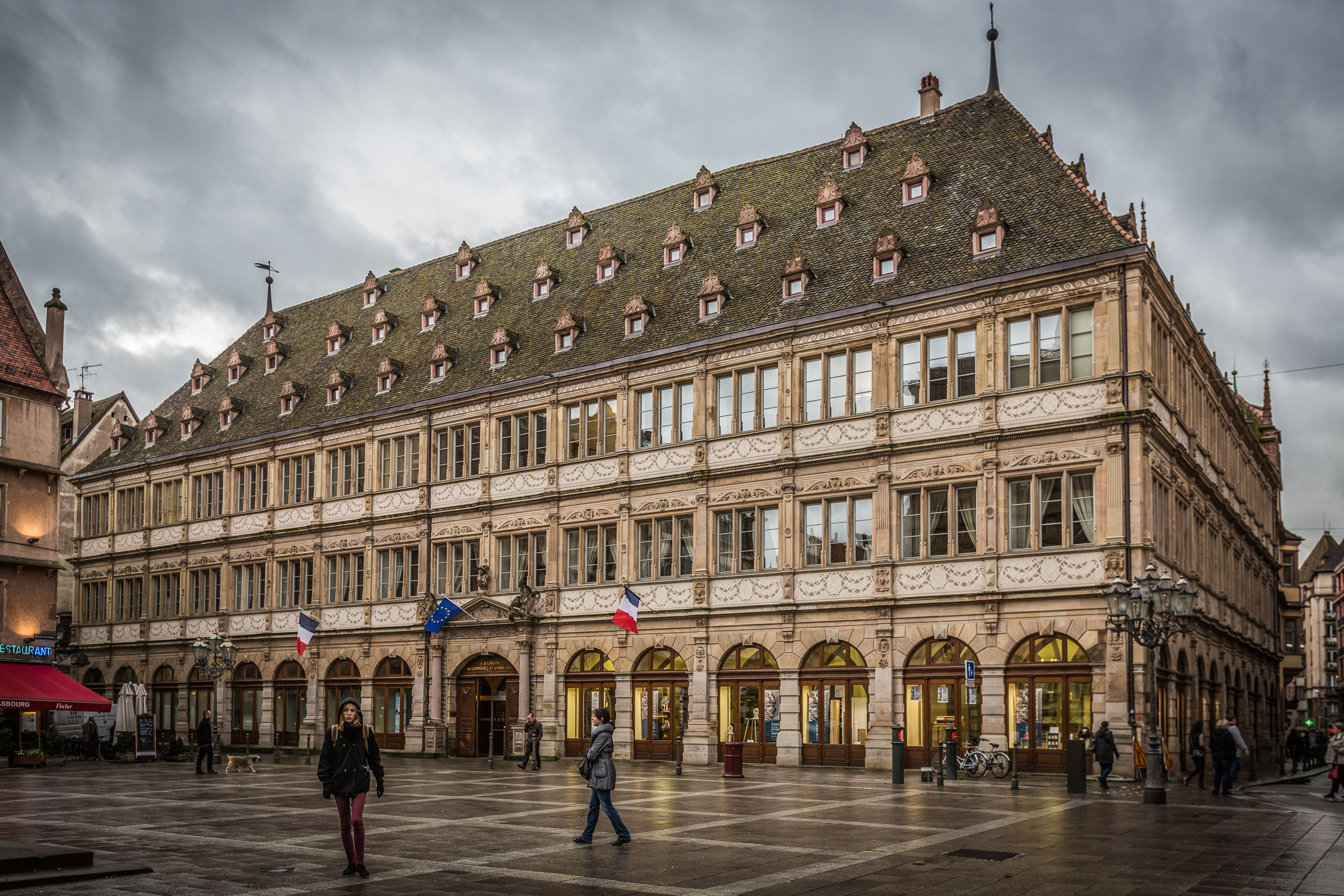
Strasbourg place Gutenberg Chambre de commerce et d'industrie.

En 1913, il est chef du secrétariat de la Chambre de commerce de Strasbourg.
Pendant la Première Guerre mondiale, à la déclaration de guerre, il rejoint l'armée française où il est officier. Il est fait prisonnier et interné au camp de Graudenz.
Après la guerre, il est nommé secrétaire général adjoint de la Chambre de commerce de Strasbourg, il en devient le secrétaire général en 1938. Il occupe cette fonction jusqu'en 1958.
Le 17 septembre 1920, il épouse Catherine Riff à Strasbourg.
Parallèlement, il est secrétaire du Comité des armateurs français du Rhin et trésorier de la Société industrielle du Rhin. Il est président de la « Maison de la jeune Alsace » et fait partie du comité alsacien d'études et d'information de Europe centrale. De 1937 à 1959, il est membre du conseil d’administration du Port autonome de Strasbourg.
Il écrit plusieurs ouvrages et articles sur le Port autonome de Strasbourg et le rôle du Rhin.

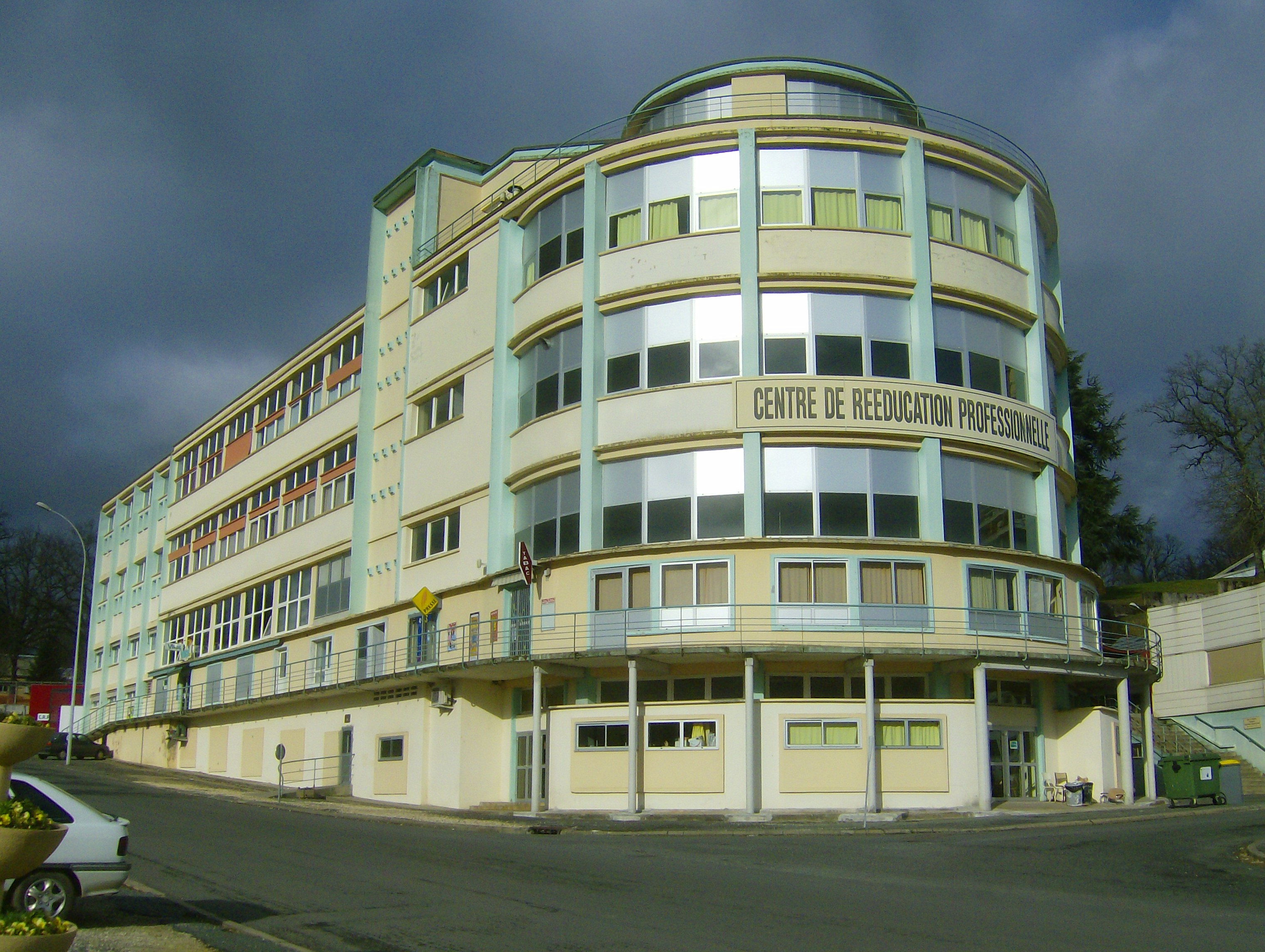
Cité-sanitaire de Clairvivre

Pendant la Seconde Guerre mondiale, alors qu'il est administrateur délégué et vice président des Hospices civils de Strasbourg, il est nommé à la direction de ces derniers à la place de Joseph Oster arrêté dans le cadre de l'affaire des nanzigers. Marc Lucius gère l'évacuation et la gestion des Hospices à la cité-sanitaire de Clairvivre. En 1940, il refuse de revenir en Alsace annexée et prend la direction administrative de l'Hôpital des réfugiés de la Dordogne au sein duquel il protège les personnels juifs administratifs et médicaux et évite le départ au STO des jeunes de la cité-sanitaire. À la fin de la guerre, l'établissement qu'il dirige est surnommé l'Hôpital de la Résistance.
Après la guerre, il reprend ses fonctions antérieures dès 1945 et se lance dans la politique. De 1947 à 1958, il est conseiller municipal de Strasbourg.
En 1948, il est vice-président délégué de la Société pour l’expansion du port de Strasbourg.
En 1954 il devient vice-président du Centre régional de productivité de Strasbourg et vice-président de la Société d’étude des industries du pétrole au port de Strasbourg. Cette dernière société est à l'origine de la création des raffineries alsaciennes.
Dans le domaine de l’enseignement, Marc Lucius est membre des Comités de perfectionnement de l’Institut d'études politiques de Strasbourg, de l’École nationale supérieure de chimie et du Centre d’apprentissage des bateliers du Rhin.

## Décorations
- Chevalier de la Légion d'honneur par décret du 6 mars 1930[1],[3] ;
- Chevalier de l'ordre de Léopold (1935 catégorie maritime)[3] ;
- Chevalier de l'ordre de la Santé publique (1946)[3] ;
- Officier de la Légion d'honneur par décret du 10 février 1951[1],[3] ;
- Officier de l'ordre de la Couronne[2].